# Louise Bertin

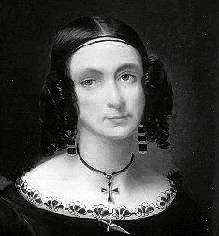
Louise Bertin

Louise-Angélique Bertin (* 15. Januar 1805 in Les Roches, Bièvres, Essonne, bei Paris; † 26. April 1877 in Paris) war eine französische Komponistin und Dichterin. Louise Bertin vertonte 1831, noch zu Goethes Lebzeiten, die erste französische Faust-Oper, das Libretto schrieb sie selbst. Erste Entwürfe zu der Oper komponierte sie bereits 1826.

## Leben
Louise Bertin war die Tochter von Louis-François Bertin des Älteren (1766–1841), dieser war Direktor des Journal des débats. Zunächst widmete sich Louise Bertin der Schriftstellerei und Malerei, entschied sich aber schließlich für eine musikalische Laufbahn. Sie erhielt Unterricht von François-Joseph Fétis und Anton Reicha, bildete sich aber überwiegend autodidaktisch fort. Ihre „unkonventionelle Harmonik und Melodik führten dazu, dass ihre Musik als originell und sogar als ungewöhnlich beurteilt wurde.“ Ihre Entscheidung für eine öffentliche Laufbahn als Komponistin war im 19. Jahrhundert unüblich für Frauen, sie wurde hierin aber von ihrer Familie unterstützt. Louise Bertin komponierte nicht nur Werke für den privaten Gebrauch, sondern vor allem größere Werke, die öffentlich aufzuführen sind. Als erste unter französischen Komponisten komponierte sie eine Oper nach Goethes Faust, für die sie das Libretto selbst verfasste. Am 7. März 1831 wurde ihre Oper unter dem Titel Fausto am Pariser Théâtre-Italien uraufgeführt. Da dieses Werk aber schon 1827 konzipiert wurde, kommt eine Einflussnahme durch Hector Berlioz’ Huit Scènes de Faust (1829) nicht in Betracht. Wenige Jahre später komponierte Louise Bertin ihre Oper La Esmeralda, sie entstand in Zusammenarbeit mit Victor Hugo, der das Libretto schrieb. Hector Berlioz übernahm die Proben, da Louise Bertin seit ihrer Geburt gelähmt war, und überarbeitete auch einige Passagen.
Die Premiere der Opéra La Esmeralda im Jahr 1836 zog eine Intrige nach sich, die sich nicht nur gegen Louise Bertin, sondern auch gegen ihren Vater und Bruder Armand richtete. Ihr wurde vorgeworfen, die Aufführung sei nur durch den Einfluss ihres Vaters und Bruders zustande gekommen. Ihre öffentliche Karriere wurde mit dieser Intrige beendet, es erschienen in den folgenden Jahrzehnten aber noch weitere Werke von ihr.
Hector Berlioz widmete Louise Bertin sein Op. 7, Les nuits d’été (dt. Sommernächte). Franz Liszt transkribierte die Oper La Esmeralda für Klavier solo (S. 476) und erstellte eine Klaviertranskription der Arie „Air chanté par Massol“ (S. 477).
Louise Bertin komponierte mehrere Instrumentalwerke und sechs Klavierballaden und veröffentlichte zwei Gedichtsammlungen, darunter Glanes, die von der Académie française preisgekrönt wurde. Sie komponierte außerdem 12 Kantaten, ein Klaviertrio und Kammersinfonien.

## Werke (Auswahl)

### Vokalmusik
- Geistlich
  - Au Sacré-Cœur de Jésus für 1 St. und Klavier (1876)
- Weltlich
  - 6 Ballades (1842)
  - Petit nuage. Rêverie (1870)

### Bühnenwerke
- Guy Mannering, opéra comique (1825), Libretto Louise Bertin
- Le Loup-garou („Der Werwolf“), opéra comique (1827), Libretto Eugène Scribe/Edouard-Joseph Mazères
- Fausto (1831), opéra semiseria, in vier Akten, Libretto von Louise Bertin nach Goethes Faust (ins Italienische übersetzt von Luigi Balocchi)
- La Esmeralda, Libretto Victor Hugo (1836) auf Grundlage seines Romans Notre-Dame de Paris (dt. Der Glöckner von Notre Dame), Klavierauszug Franz Liszt (1837)

### Instrumentalmusik
- Andante. Etude pour la main gauche (1860)
- Trio pour Piano, violon et violoncelle op. 10 (1875)
- 5 symphonies de chambre, unveröff. (1878)

### Gedichtsammlungen
- Glanes (Paris, 1842)
- Nouvelles Glanes (Paris, 1876)